# Thạp đồng Đào Thịnh

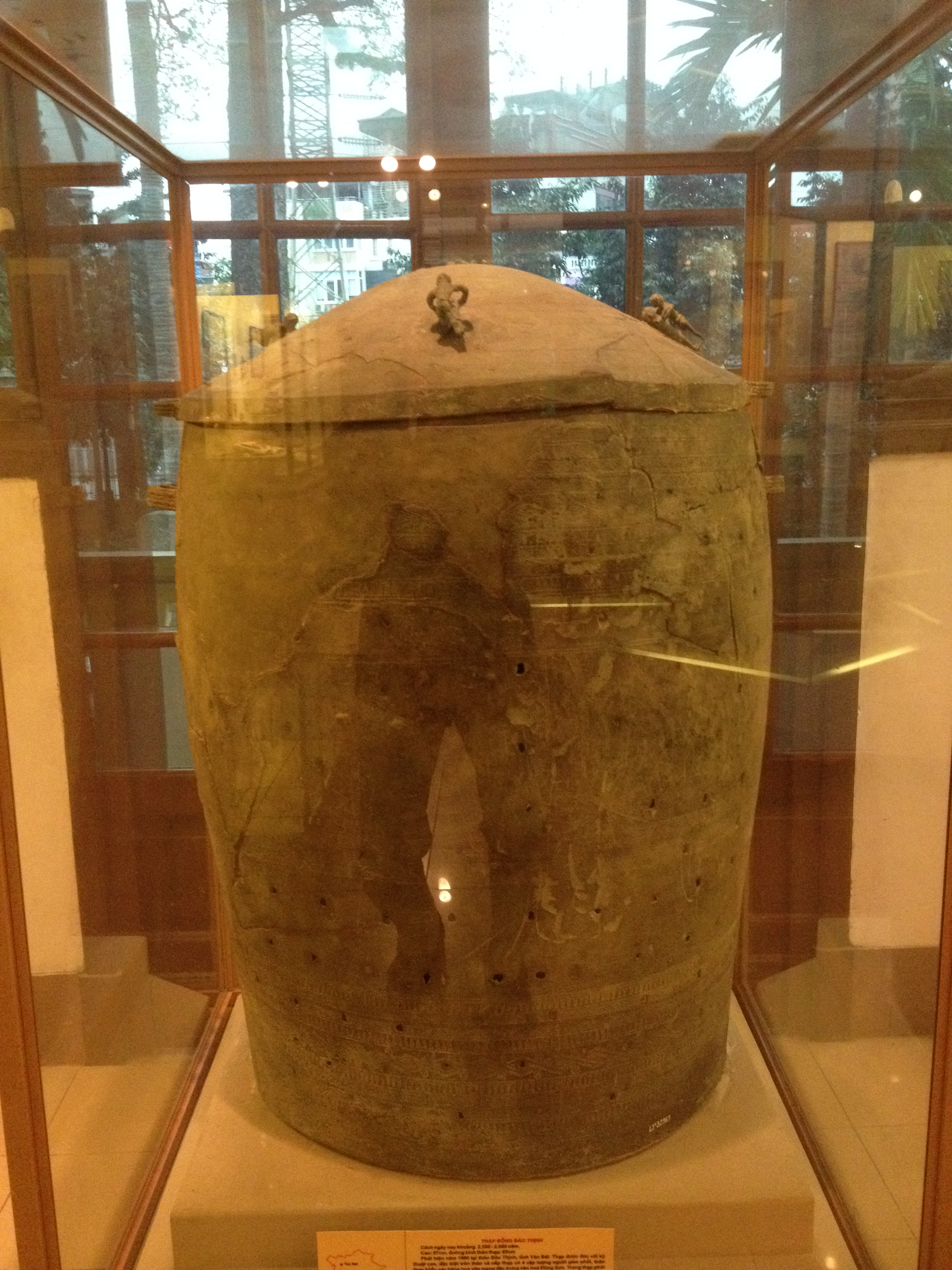
Hiện vật Thạp đồng Đào Thịnh nguyên bản tại Bảo tàng lịch sử quốc gia, Hà Nội

Thạp đồng Đào Thịnh là một hiện vật bằng đồng thuộc nền văn hóa Đông Sơn. Thạp được phát hiện năm 1961, được xác định có niên đại từ 2500 - 2000 năm cách ngày nay. Thạp là một trong những bảo vật quốc gia đầu tiên của Việt Nam được Thủ tướng Chính phủ công nhận năm 2012, hiện đang lưu giữ ở Bảo tàng Lịch sử Quốc gia Việt Nam .

## Phát hiện
Ngày 14 tháng 9 năm 1961, ông Phạm Văn Phúc, một bộ đội phục viên ở xã Đào Thịnh, huyện Trấn Yên, tỉnh Yên Bái khi đang đi câu đã phát hiện một vật như cái chum nằm sâu trong lòng đất khoảng 3 mét khi bờ sông Hồng bị sạt lở. Trong thạp lúc đó có chứa một thạp đồng nhỏ hơn không có nắp, quai hình mui thuyền còn khá nguyên vẹn, cao 21 cm, đường kính miệng 18,8 cm, đường kính đáy 14,7 cm, một mảnh gỗ mục đậy lên trên, bên cạnh còn có thêm một số cục xỉ đồng và một số vật màu đen không rõ hình dạng. Sau đó một số người dân trong xã kéo ra bờ sông đập phá nửa thân trên thạp, người lấy cục đồng, đinh đồng, người bẻ hình người gắn trên nắp thạp.
Hai ngày sau, ngày 16 tháng 9, Ủy ban hành chính xã được báo cáo và cho người thu thập, mang về Ty Văn hóa tỉnh Yên Bái và sau đó được giao cho Bảo tàng Lịch sử Việt Nam.

## Hiện trạng
Thực tế là khi thu nhận thì chiếc thạp bị vỡ thành nhiều mảnh và đã "không được thu gom đày đủ trước khi đưa về bảo tàng". Những mảnh vỡ đó đã được các thợ phục chế đương thời gắn chắp, nhưng còn thô sơ. Đã nhiều lần các thế hệ chuyên gia kỹ thuật của Bảo tàng Lịch sử Việt Nam và nay là Bảo tàng lịch sử quốc Gia muốn thử gỡ ra gắn chắp, phục dựng lại, nhưng đều chưa thể đưa ra những cách thức để đảm bảo hiện vật sẽ đạt chất lượng cao hơn hiện tại..
Để phục vụ trưng bày "báu vật" thạp Đào Thịnh đã được nhân bản với chất lượng thấp.

## Mô tả
Thạp có đường kính miệng là 61 cm, đáy 60 cm và cao 98 cm. Thạp Đào Thịnh là chiếc thạp có kích thước lớn nhất từng được biết đến và nặng khoảng 76,0 kg .
Nắp có đường kính 64 cm, cao 15,5 cm, vồng cao đều từ mép ngoài vào tâm của nóc. Phần tâm nắp trang trí một ngôi sao 12 tia tạo ra những hình tam giác đan vào nhau. Những tam giác có đáy quay ra phía ngoài được trang trí lồng những tam giác nhỏ  ở bên trong làm nổi bật lên những hình tam giác cận kề có đáy quay vào phía trong. Xung quanh nắp có trang trí 11 băng hoa văn từ trong ra ngoài. Băng 1 và 11 là những hoa văn có hình chấm dải; băng 2, 3, 5, 6, 9, và 10 là hoa văn đường tròn tiếp tuyến chấm giữa. Băng 4 là những đường gãy khúc đan vào nhau tạo thành những hình thoi. Cuối cùng, băng 7 và 8 là hình chim có mỏ dài và đuôi dài, nối nhau bay ngược chiều kim đồng hồ. Xen giữa 4 chim là 4 khối tượng, mỗi khối là một đôi nam nữ đang ở tư thế giao hợp, nữ nằm ngửa phía dưới, nam nằm úp phía trên, hai tay khuỳnh ra và chân duỗi thẳng. Trai xõa tóc, có dao găm đeo ngang hông và đóng khố. Gái thì bận váy ngắn. Bộ phận sinh dục của nam giới được thể hiện rất rõ.

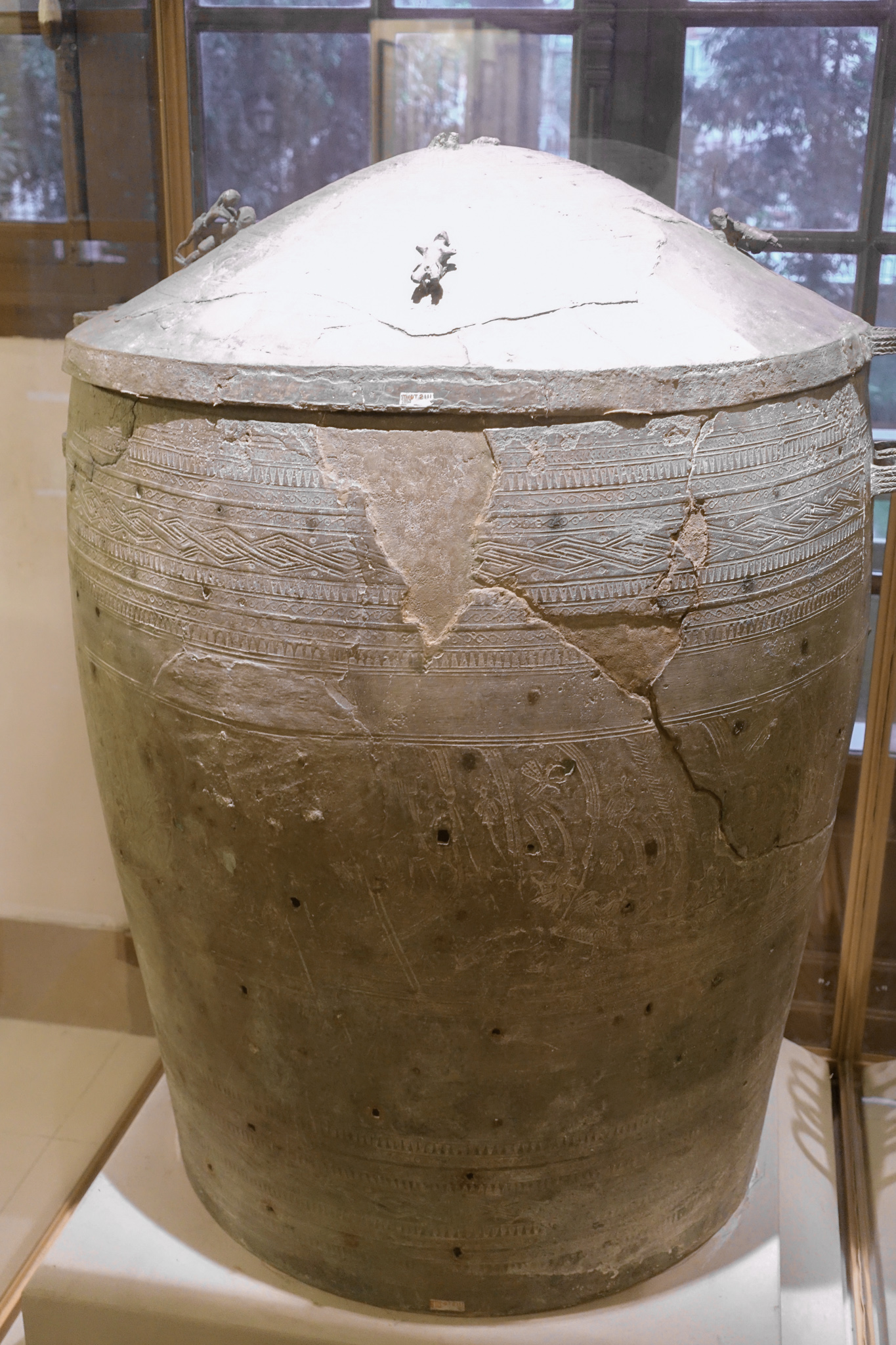
Một số hoa văn trên Thạp đồng Đào Thịnh

Thân thạp hình khối trụ thuôn dần từ miệng xuống đáy. Nơi phình to nhất của thân có chiều rộng 70 cm. Thạp bao gồm gờ miệng cao 1,5 cm. Tổng số có 25 băng hoa văn trang trí quanh thân từ miệng thạp xuống tới đáy, có thể chia làm 3 nhóm chính:
- Nhóm thứ nhất: từ mép thạp xuống gồm 10 băng. Trong đó băng 1 và 10 là những đường vạch ngắn song song; băng 2, 6 và 9 là hoa văn hình răng cưa có xen giữa những chấm nhỏ nổi. Băng 3, 4, 7 và 8 là hoa văn đường tròn tiếp tuyến có chấm giữa. Băng 5 nằm ở trung tâm, hoa văn là những đường gãy khúc hình chữ S đan chéo nhau tạo nên những hình thoi. Khoảng trống giữa hai cạnh của những hình thoi là đường tròn chấm giữa.
- Nhóm thứ hai: ở giữa thân thạp gồm 4 băng hoa văn. Băng 1 gồm có 6 chiến thuyền mũi cong, trên mỗi thuyền chở 6 hoặc 7 người có hóa trang lông chim. Giữa lòng thuyền có một pháo đài trên có người đang cầm cung trong tư thế sẵn sàng chiến đấu. Các chiến binh còn lại, người cầm cung, lao, giáo, rìu chiến, dao găm đứng theo thứ tự ai sử dụng vũ khí đánh xa thì đứng trước, vũ khí đánh gần đứng giữa và phòng vệ thì đứng sau cùng. Còn có hình những con chim đang bay ở phía trên hoặc đứng ở đầu mũi thuyền. Ở phía đầu hoặc đuôi thuyền là những con chim hoặc thú bốn chân đang đứng. Xen giữa hai thuyền là những con vật khắc họa hình cá sấu đang giao nhau. Kiểu thuyền cũng như những hình khắc trên thuyền rất giống những kiểu trang trí trên trống đồng Đông Sơn như Ngọc Lũ, Hoàng Hạ, Cổ Loa. Băng 2 và 4 là những đường tròn tiếp tuyến có chấm giữa. Băng 3 là những chấm giải hình mũ đinh nhỏ li ti.
- Nhóm thứ ba: nằm gần ở đáy thạp với 11 băng hoa văn. Băng 1 và 11 là những đường vạch ngắn song song. Băng 2, 5, 7 và10 là hoa văn hình răng cưa có xen giữa những chấm nhỏ nổi. Băng 3, 4, 8 và 9 là hoa văn hình tròn tiếp tuyến có chấm giữa. Băng 6 là những đường gãy khúc đan vào nhau tạo thành những hình thoi. Khoảng trống giữa các hình thoi là những chấm nổi tương tự như băng 5 của nhóm thứ nhất.

Gần miệng thạp, cách mép 9 cm đối xứng qua thân có gắn đôi quai hình mui thuyền. Quai có đường kính 4 cm, bản rộng 2 cm. Mặt quai trang trí hoa văn hình bông lúa. Thạp được đúc bằng khuôn hai mang, trên thân có nhiều lỗ thủng; phần rìa miệng có 2 miếng vá lớn.
Theo các nhà khảo cổ chức năng chính của thạp là đồ để dự trữ lương thực. Khi được phát hiện, trong thạp còn chứa nhiều than tro và răng người. Điều này chứng tỏ chiếc thạp còn có thể được dùng làm quan tài mai táng chủ nhân sau khi được hỏa thiêu.